# Grammicomyia bergi
Grammicomyia bergi är en tvåvingeart som beskrevs av Steyskal 1947. Grammicomyia bergi ingår i släktet Grammicomyia och familjen skridflugor. Inga underarter finns listade i Catalogue of Life.